# Tococa racemifera
Tococa racemifera är en tvåhjärtbladig växtart som beskrevs av John Julius Wurdack. Tococa racemifera ingår i släktet Tococa och familjen Melastomataceae. Inga underarter finns listade i Catalogue of Life.